# Bitka za Ohtirko
Bitka za Ohtirko je aktualni vojaški spopad, ki se je začel 24. februarja 2022 med rusko invazijo na Ukrajino leta 2022 kot del vzhodno-ukrajinske ofenzive.
Ruske sile so poskušale vstopiti v majhno mesto Ohtirka, ki se nahaja v bližini rusko-ukrajinske meje, vendar jim je vstop večkrat spodletel.

## Bitka
24. februarja so ruske sile vstopile v Sumijsko oblast blizu Sumija, Šostka in Ohtirka. Boji so se začeli ob 7.30 na obrobju mesta v smeri Velike Pisarivke. Ruske sile niso mogle zasesti mesta in so se naslednji dan umaknile, pri čemer so za seboj pustile tanke in opremo.
25. februarja so rakete BM-27 Uragan zadele vrtec v Oktirki. Izstrelki so ubili otroka in dva odrasla. Rakete naj bi bile kasetne bombe, za katere Amnesty International meni, da bi lahko pomenile vojni zločin. Poročali so tudi, da so ruske sile v bližini Ohtirke streljale na civilni avtobus. Dmitro Žitski, guverner Sumijske oblasti, je izjavil, da so bili v mestu ubiti še trije civilisti.
26. februarja sta bila med napadom na osebni avtomobil ranjena dva danska novinarja.
27. februarja so ukrajinske sile domnevno uničile ruske tanke, ki so poskušali zavzeti bližnje mesto Trostijanec. Župan mesta je kasneje izjavil: »Rusi, dobrodošli v peklu! Jebi se, ne Ukrajina! Trostianec in po vsej Ukrajini! Zmagali bomo!«
28. februarja so ruske sile v Oktirki bombardirale in uničile skladišče nafte.
- Fotografije in videoposnetki
- Ohtirka po obstreljevanju, 2. marec 2022
- Rusko obstreljevanje vrtca z 8 smrti
- Toplotni in energetski obrat